# Джомтьен
Джомтьен (тайск. จอมเทียน) или Пляж Джомтьен (тайск. หาดจอมเทียน), на дорожных знаках и картах часто пишется Chom Tian, район города и большой пляж расположенный на юге Паттайи. Джомтьен расположен примерно в 3 км от центра Паттайи и здесь находится множество отелей на пляжной линии, многоэтажных кондоминиумов и ресторанов.

## Описание
Район вытянулся вдоль моря примерно на 6 км. Вдоль всего побережья расположен пляж, который является одним из самых популярных в Паттайе. Здесь регулярно проводятся соревнования по пляжным и морским видам спорта, от чемпионатов местного значения до этапов кубков мира, например ежегодный Кубок Короля по гонкам на гидроциклах (Jet Ski King’s Cup — World Cup).
Джомтьен является более тихим и спокойным районом Паттайи относительно центра, из-за чего в последние годы здесь произошёл строительный бум. За короткое время здесь появилось много кондоминиумов высокого класса. Одними из главных покупателей недвижимости стали столичные тайцы, которые приезжают отдыхать сюда на выходные. В 2015 году была полностью преобразована набережная. Преобразованием занималась строительная компания сада Нонг Нуч.
Из иностранцев здесь проживает больше всего русских и скандинавских туристов.
Также в районе расположен известный гей-пляж Донгтан, единственный в Паттайе.

## Транспорт
Джомтьен связан с центром Паттайи постоянно курсирующими сонгтео (тук-тук) стоимостью 10 батов с человека.
Из аэропорта Суварнабхуми в Бангкоке ходят прямые автобусы.

## Галерея

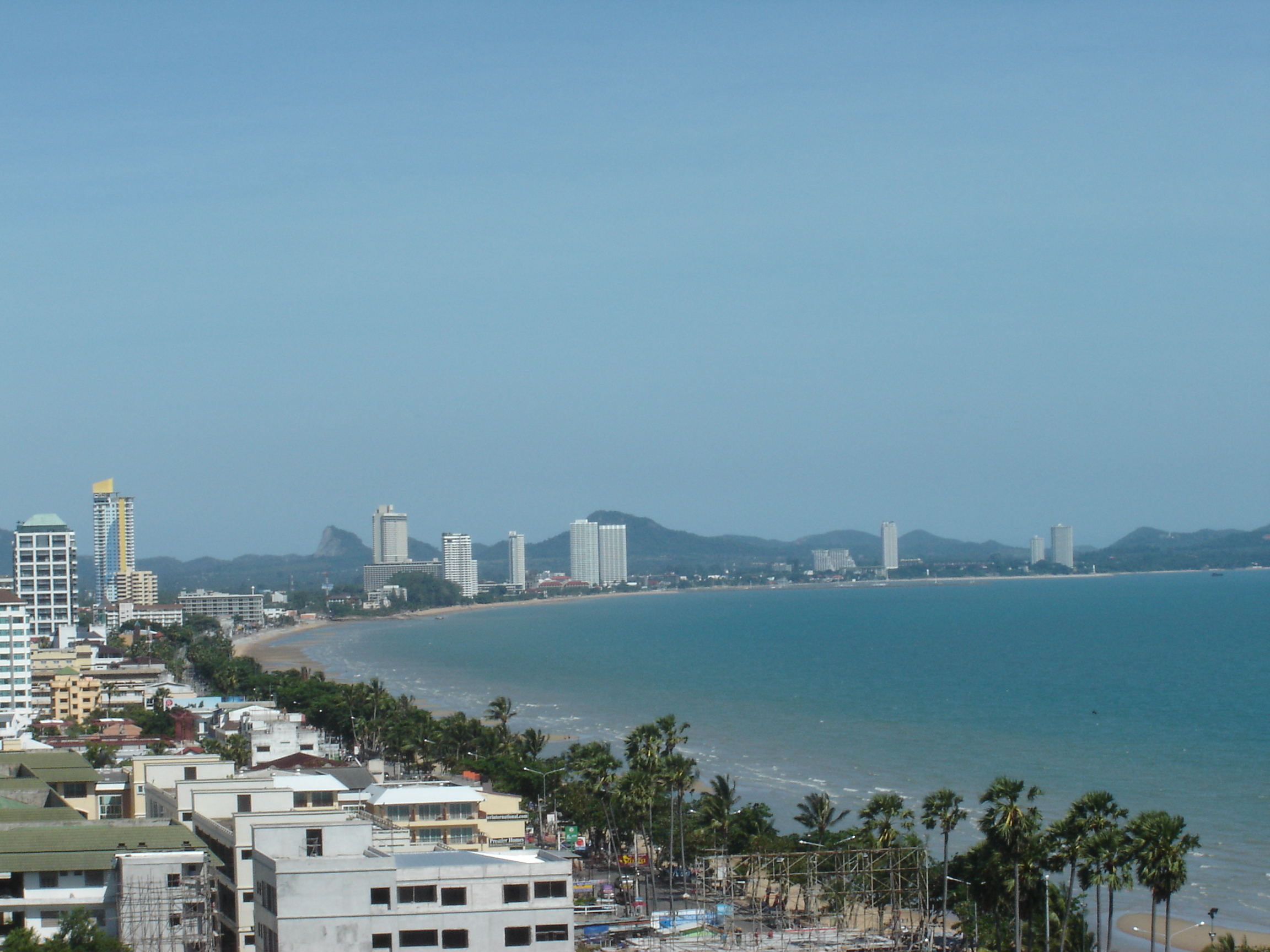
Общий вид на Джомтьен из отеля Grand Jomtien Palace.
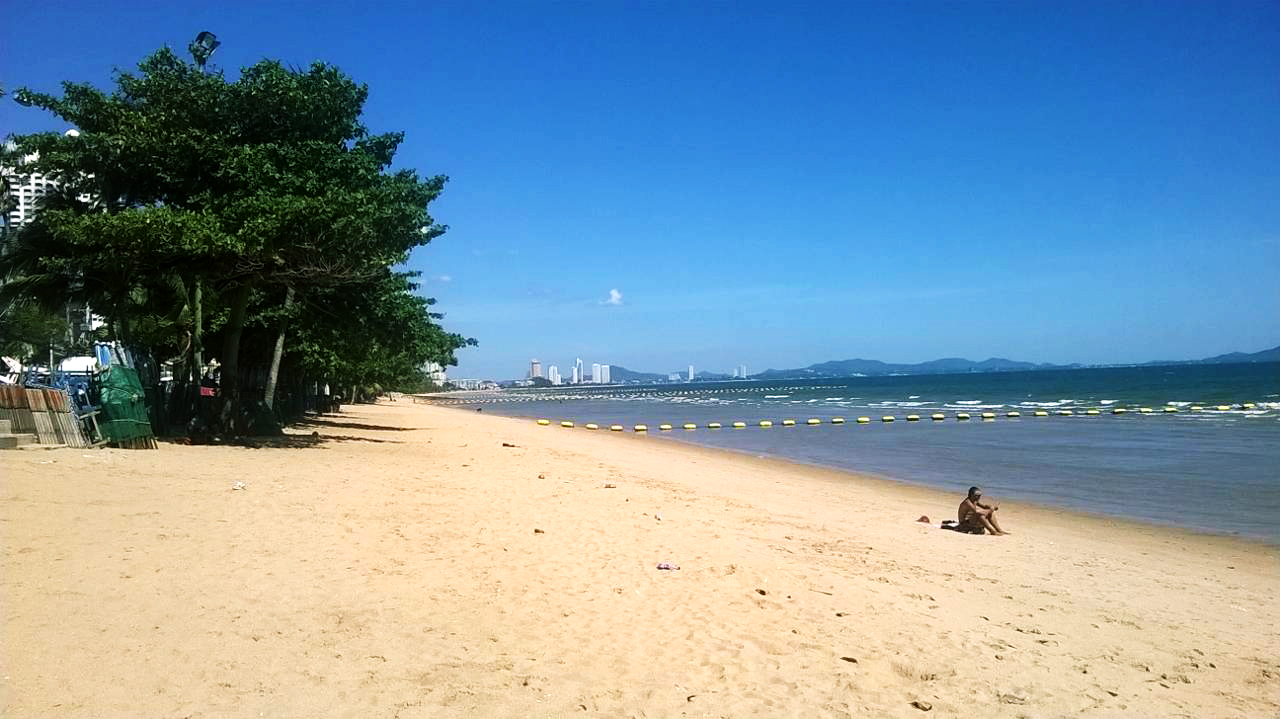
Пляж рядом с улицей Велком Джомтьен.
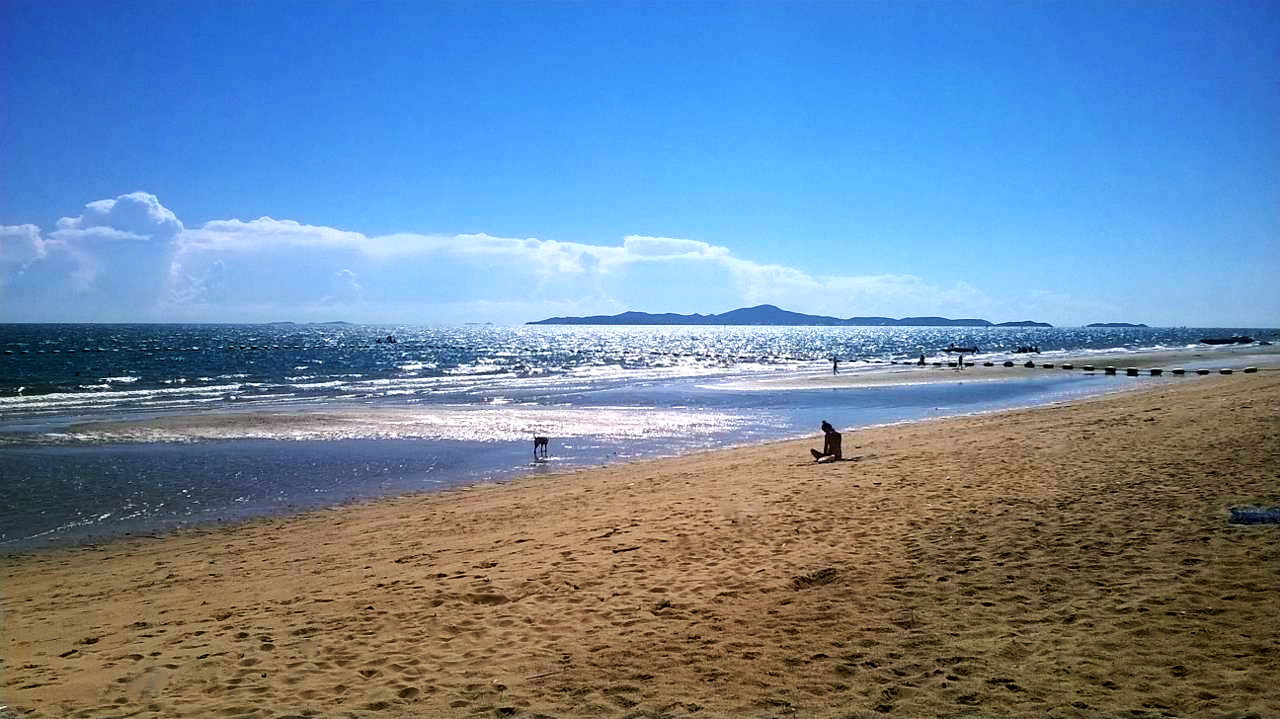
Пляж рядом с улицей Велком Джомтьен.
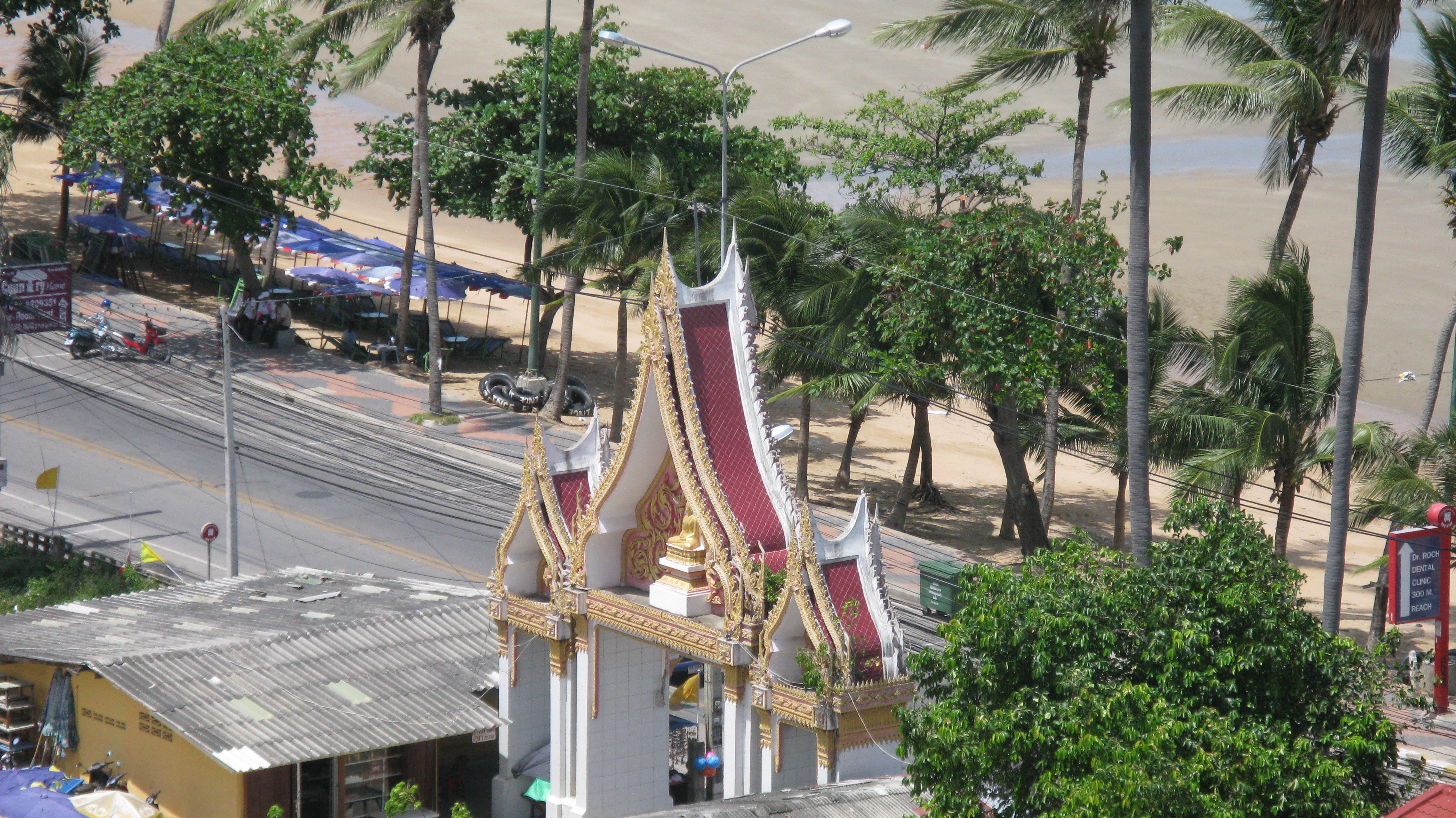
Пляж и ворота храма рядом с улицей Велком Джомтьен.
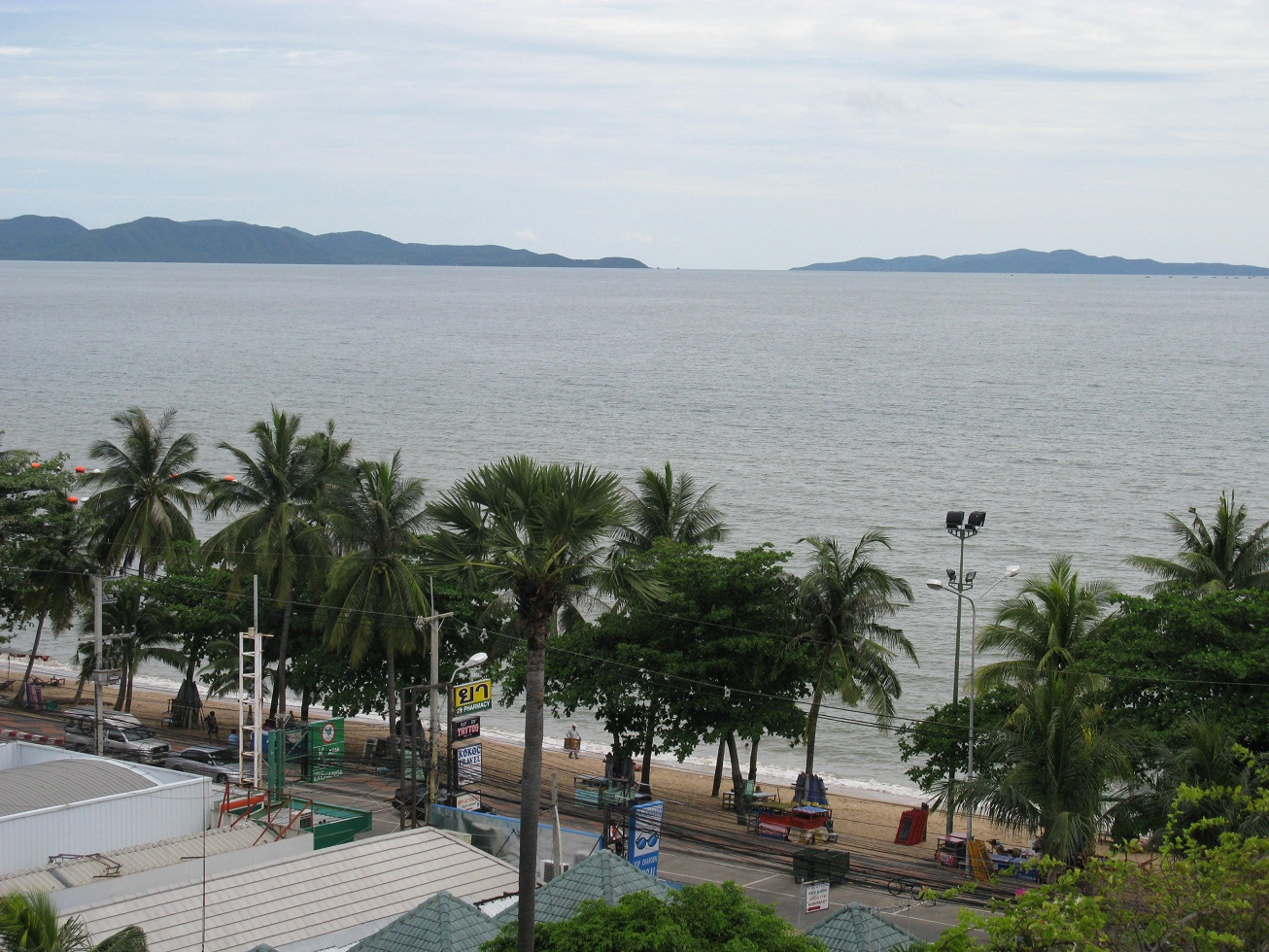
Пляж Джомтьен.
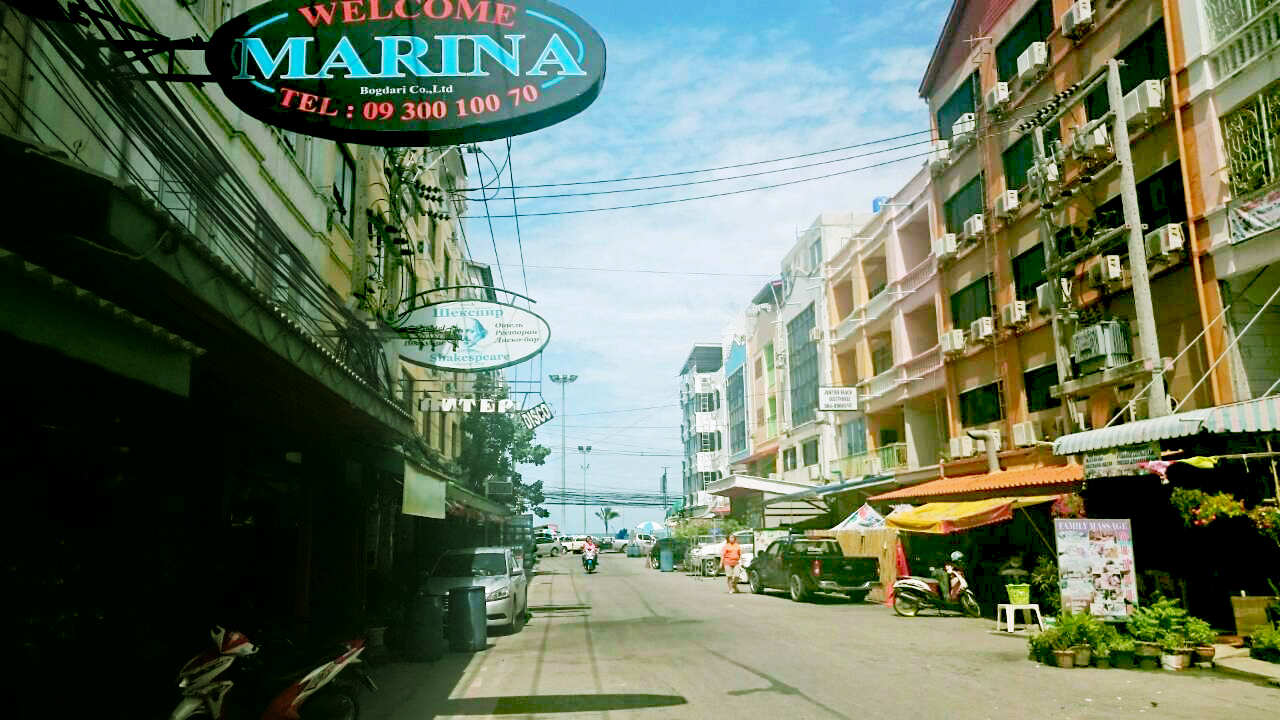
Улица Велком Джомтьен.
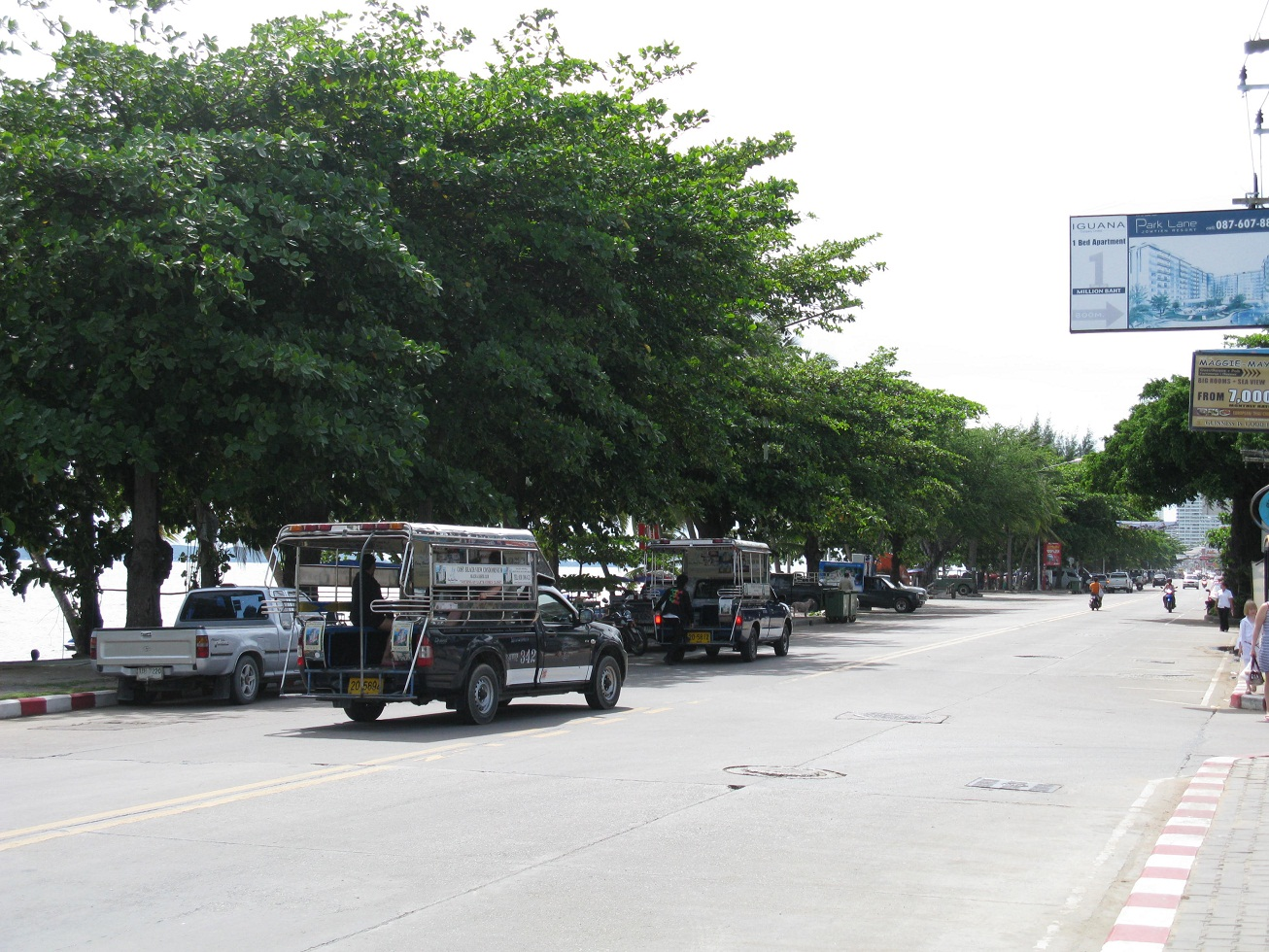
Сонгтео (тук-туки) на пляжной улице Джомтьена.
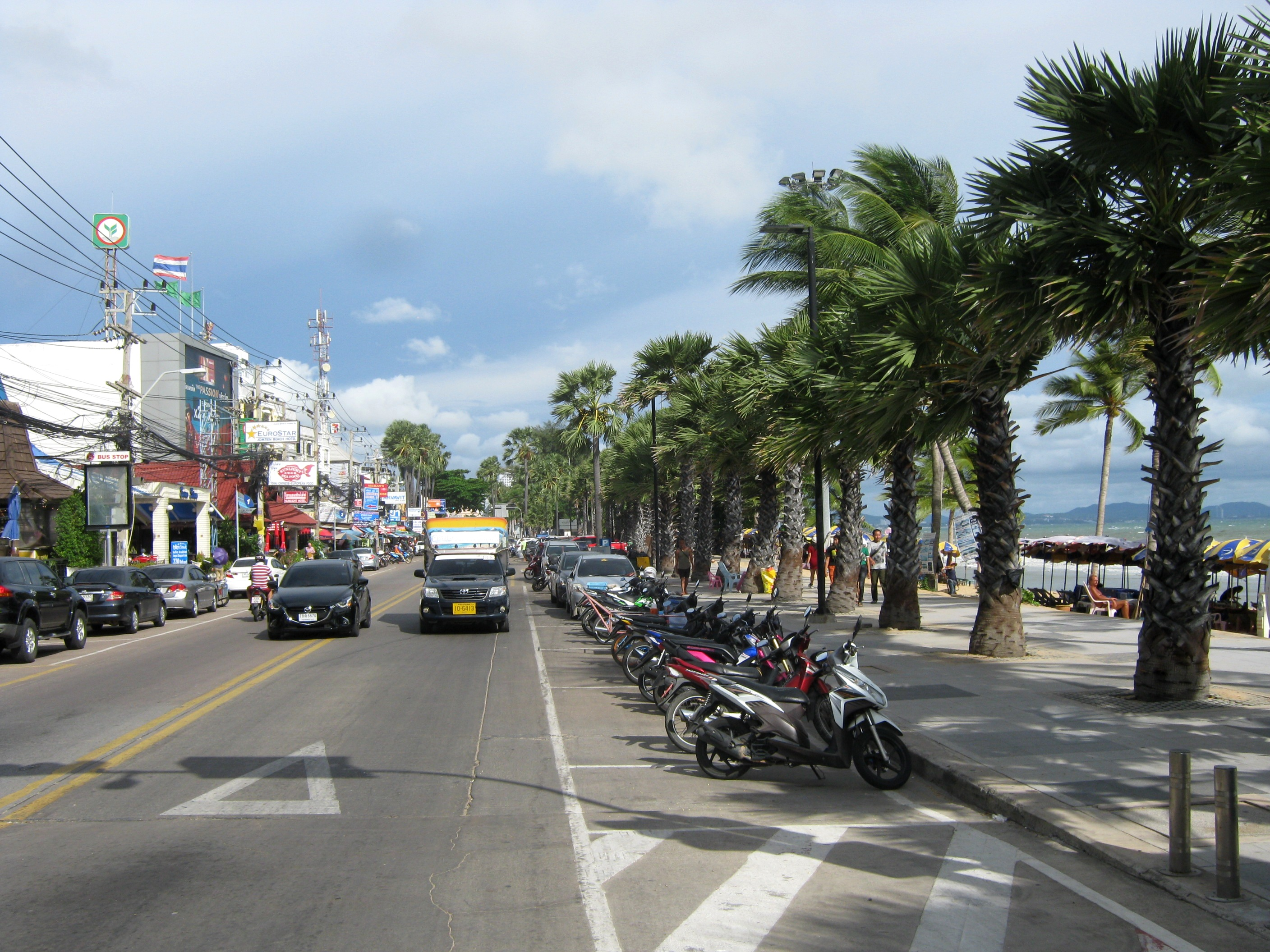
Jomtien Road (дорога вдоль пляжа).
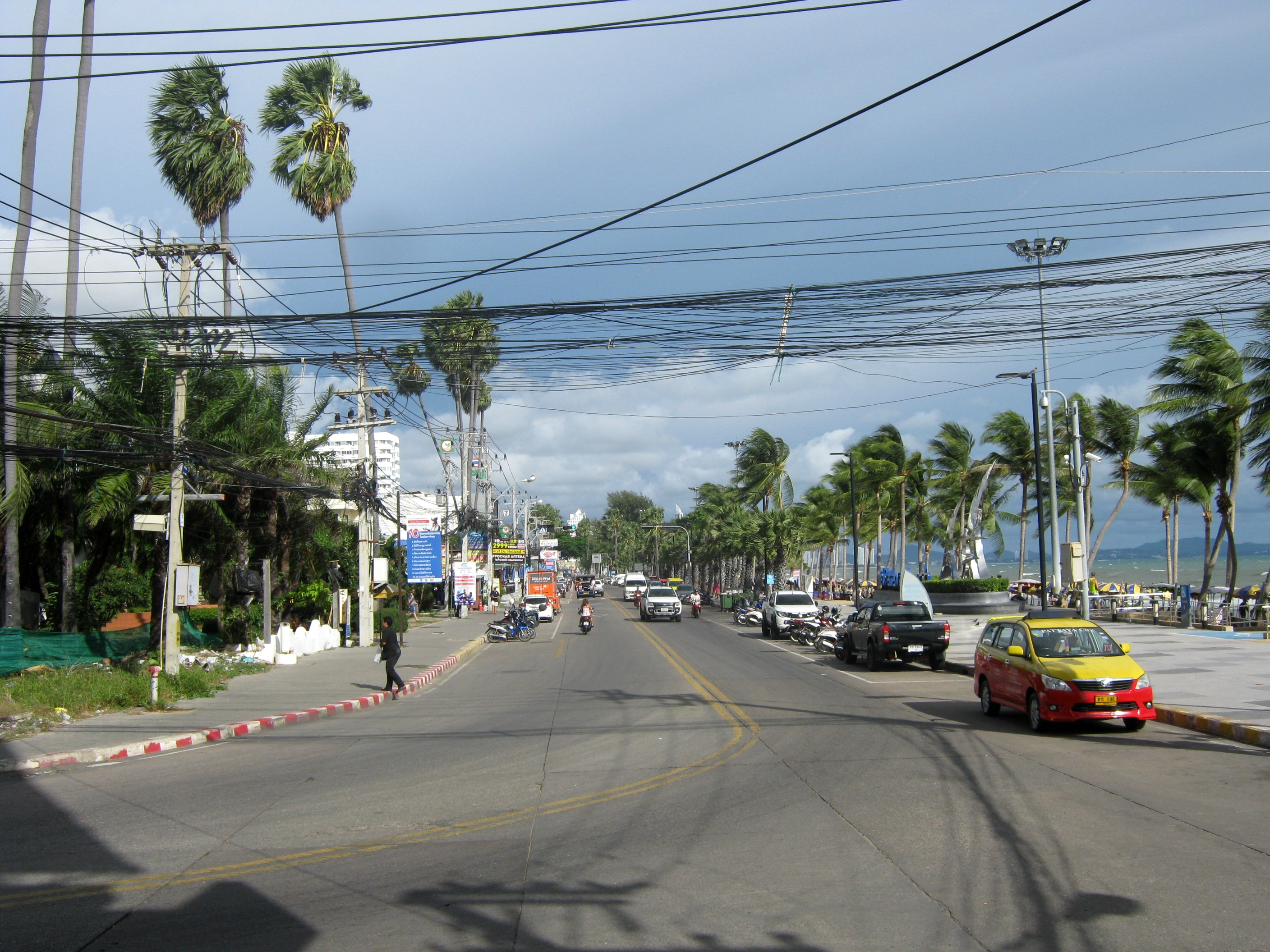
Jomtien Road.
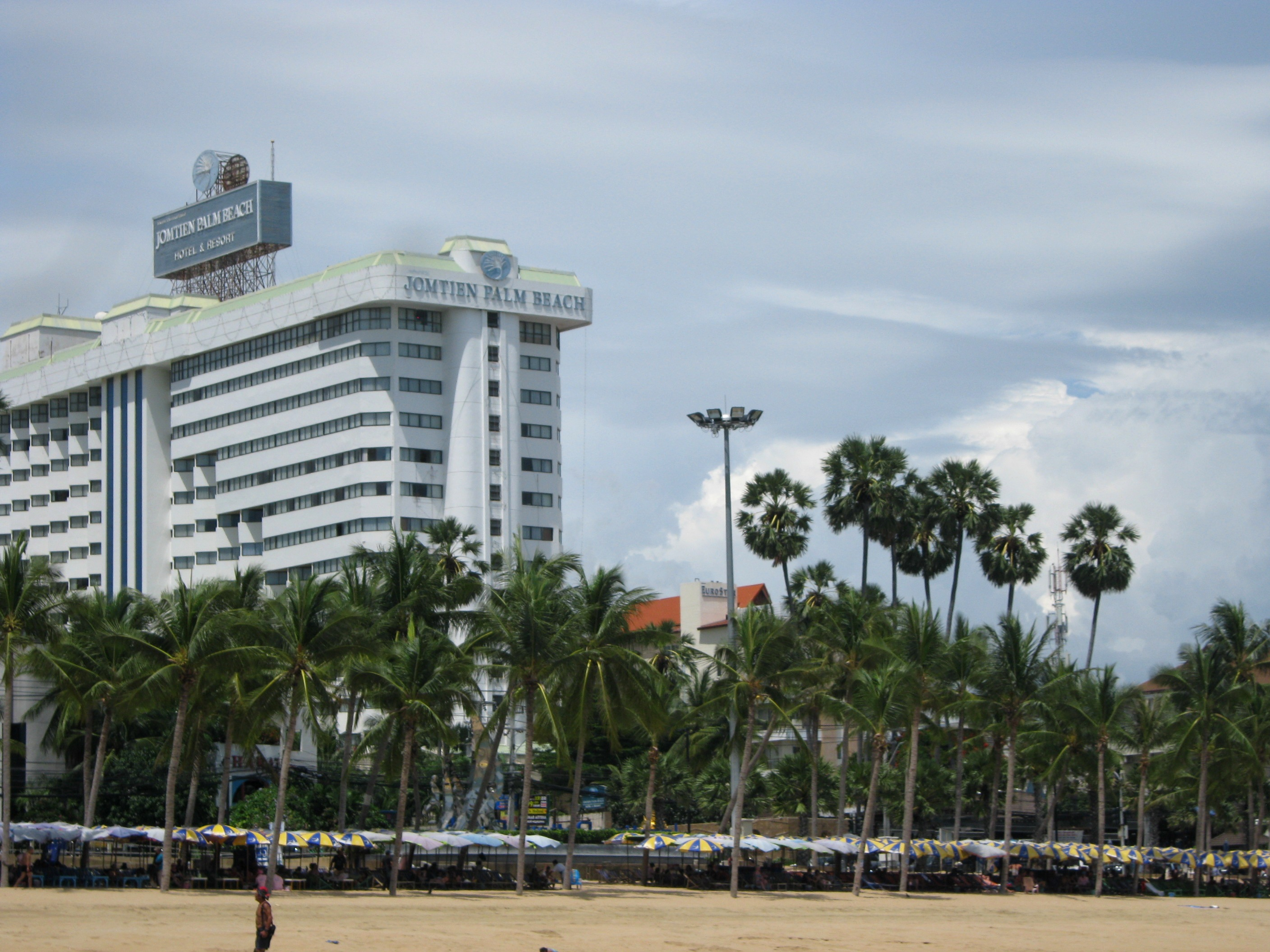
Отель Jomtien Palm Beach.
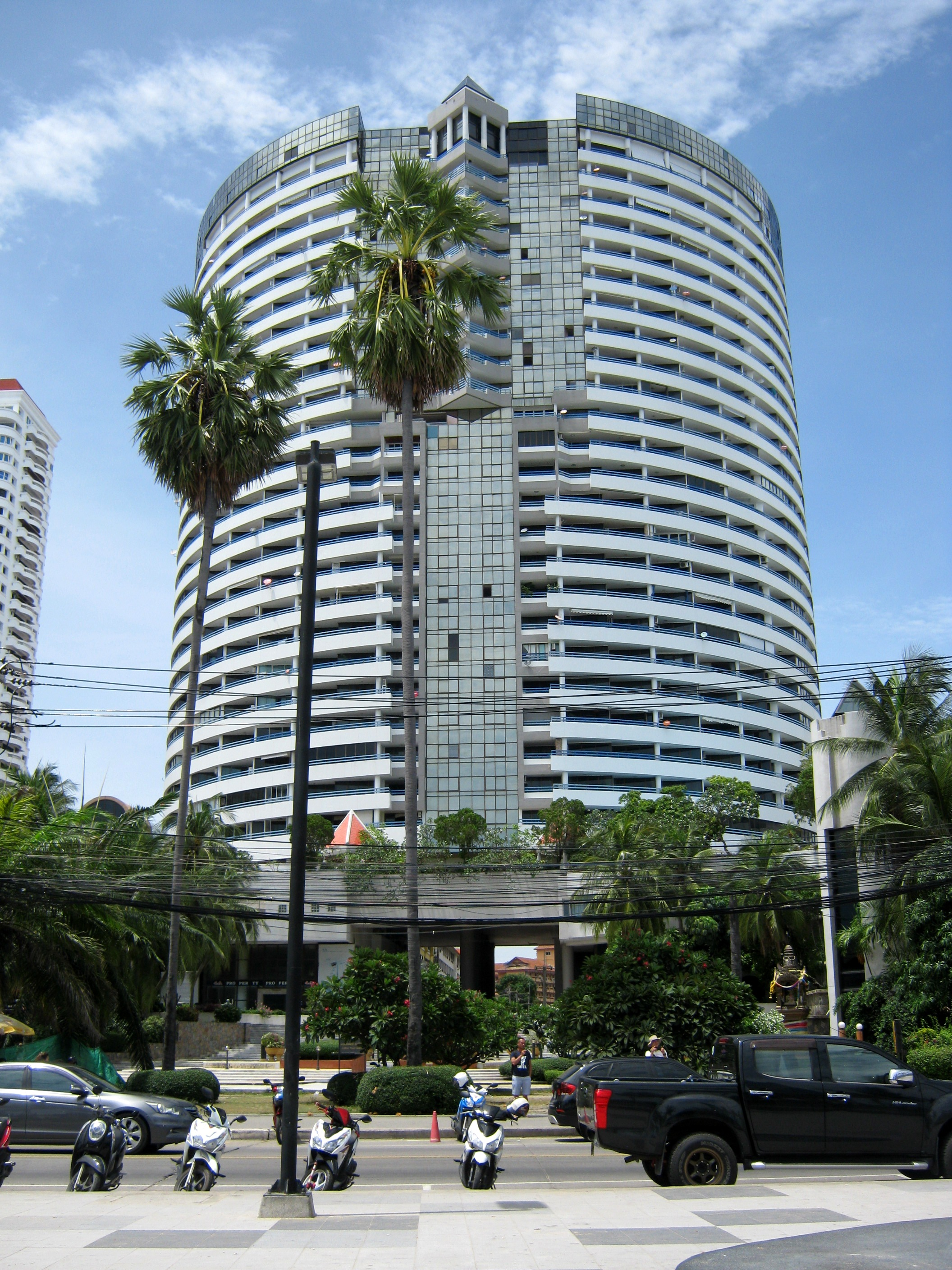
Jomtien Plaza Condotel.
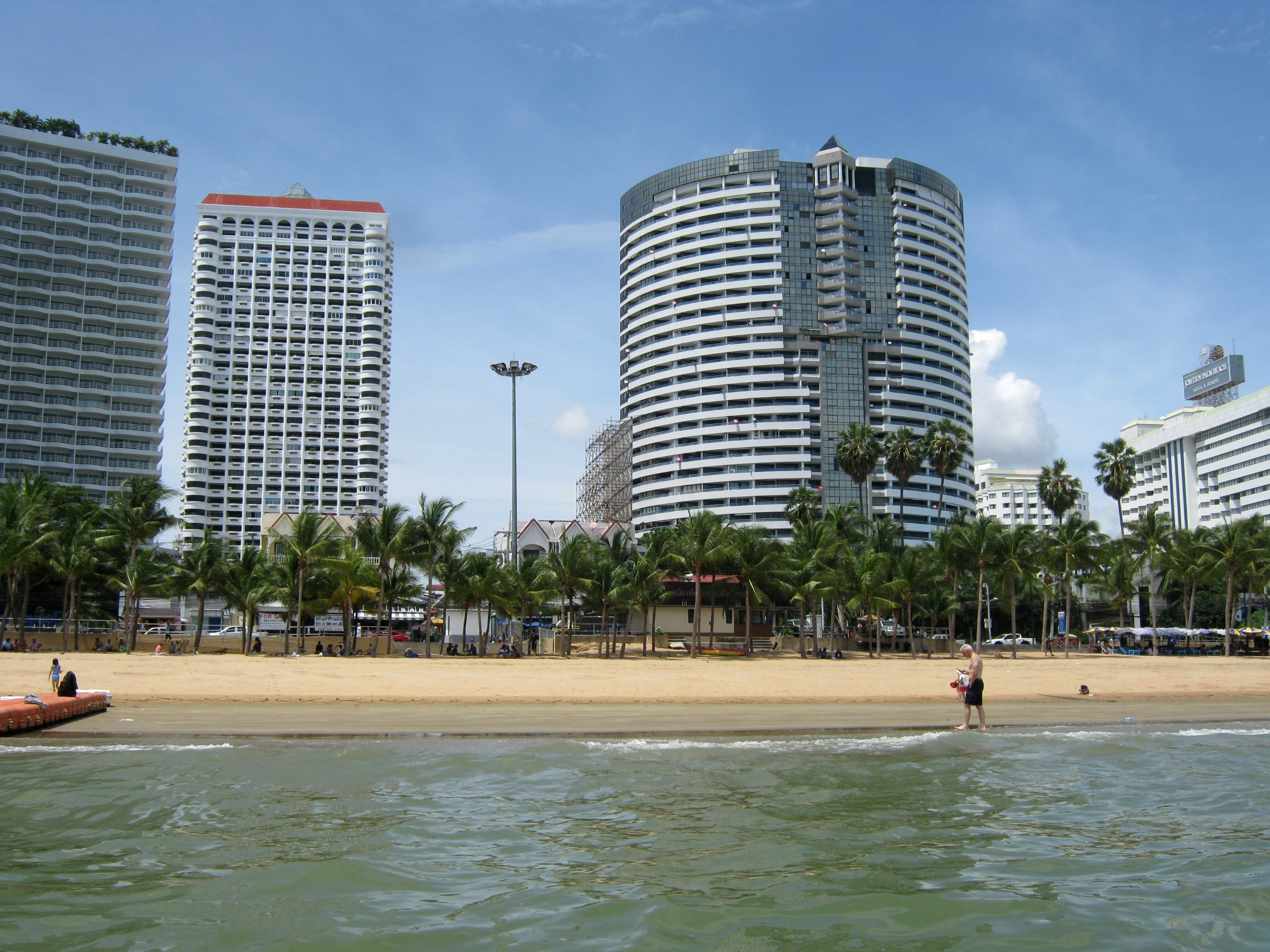
Пляж и отели со стороны моря.
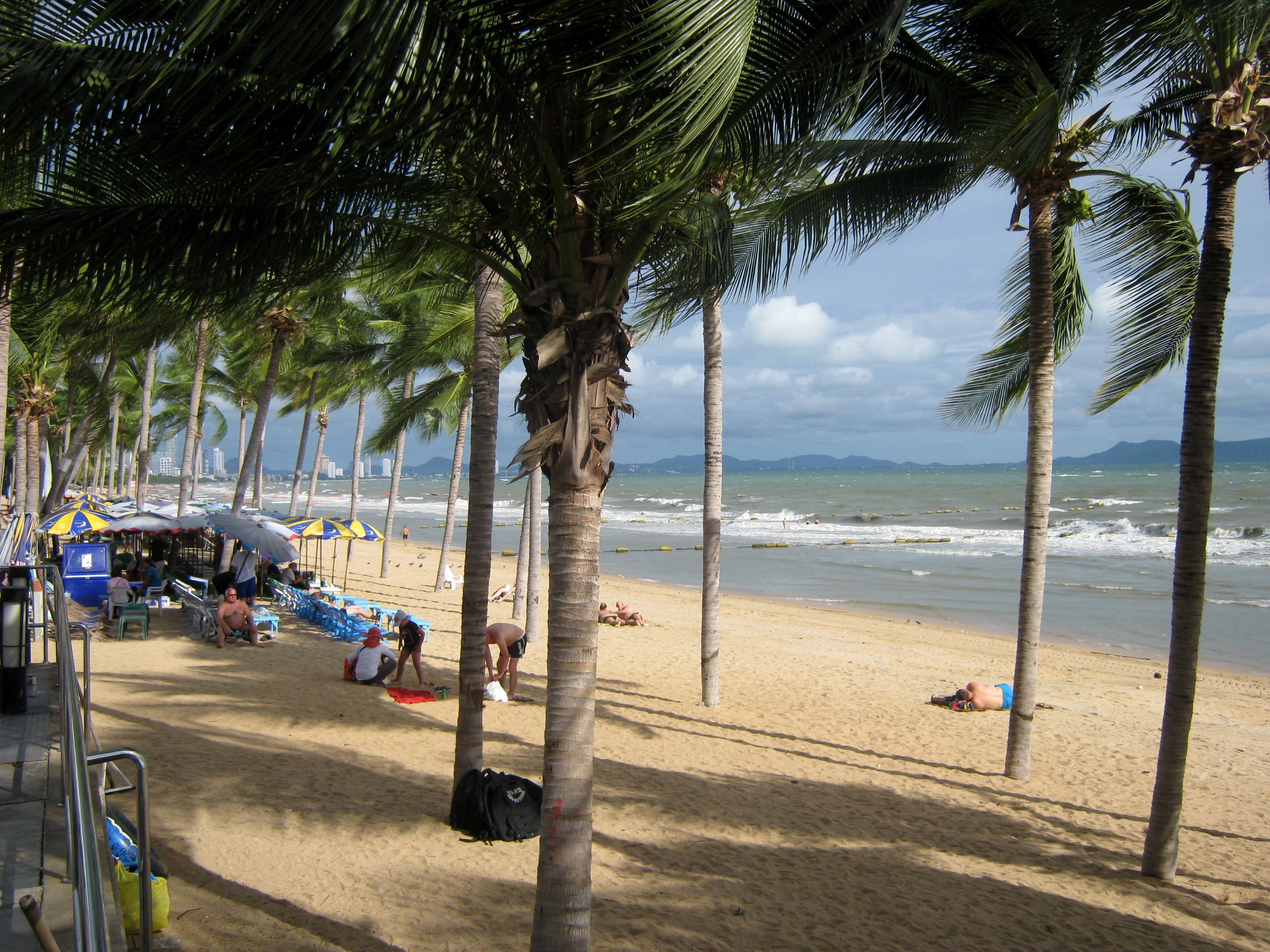
Вид на пляж с парапета.
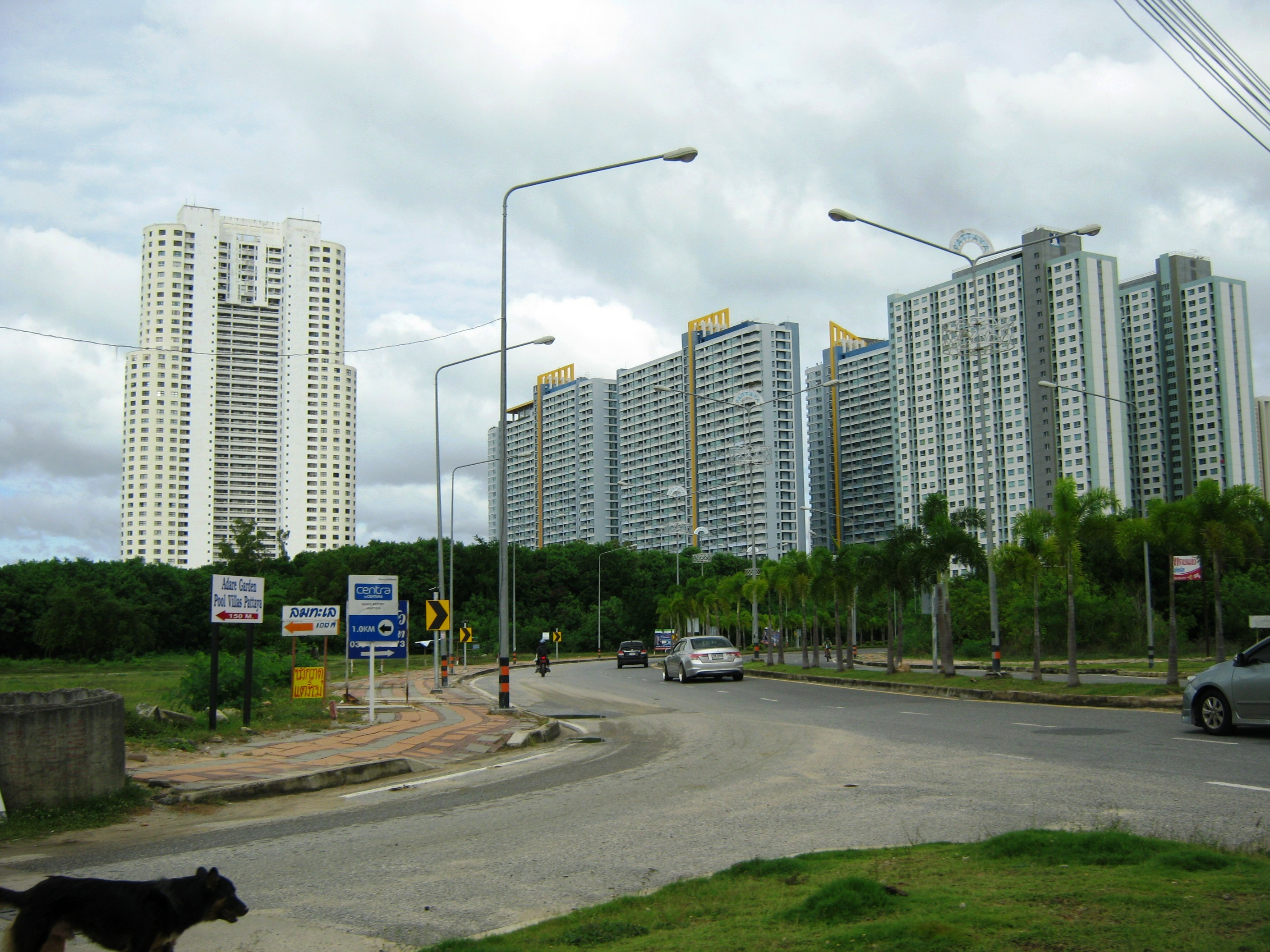
Жилые новостройки Наджомтиена.